# Jean Stengers
Pour les articles homonymes, voir Stengers.
 (septembre 2013).
Si vous disposez d'ouvrages ou d'articles de référence ou si vous connaissez des sites web de qualité traitant du thème abordé ici, merci de compléter l'article en donnant les références utiles à sa vérifiabilité et en les liant à la section « Notes et références ».
Jean Stengers, né le 13 juin 1922 et mort le 15 août 2002 à Ixelles, est un historien belge, professeur à l'Université libre de Bruxelles.

## Biographie
Étudiant précoce et brillant, entré à l'ULB en 1939, à l'âge de 17 ans, Jean Stengers publie son premier article scientifique deux ans plus tard dans la Revue Belge de Philologie et d'Histoire. En 1948, il présente sa thèse de doctorat, sous la direction du professeur Paul Bonenfant, sur les fondements historiques du sentiment national belge.
« Dès cette époque, évoque l'historienne Ginette Kurgan, se manifeste l'éclectisme étonnant de ses intérêts, doublé d'une rigueur d'approche stimulée par sa formation de médiéviste ». À partir de 1949, Jean Stengers enseigne le cours d'histoire coloniale, en qualité de suppléant du professeur Frans van Kalken auquel il succédera en 1951 pour l'ensemble de ses enseignements d'histoire contemporaine.
Promu professeur ordinaire, en 1954, à l'âge de trente-deux ans, Jean Stengers participe à la fondation de l'Institut d'histoire du christianisme et succède en 1967 à Guillaume Jacquemyns à la direction du séminaire d'histoire contemporaine.
S'il est impossible de passer en revue ses nombreux travaux, on peut néanmoins affirmer que la réputation scientifique de Jean Stengers s'est construite au départ de l'histoire coloniale belge. Son Congo, Mythes et réalités, publié en 1989, fit date.
D'autres ouvrages fondamentaux ont marqué sa production comme L'action du roi en Belgique depuis 1831, Pouvoir et influence : essai de typologie des modes d'action du roi ou encore Vertiges de l'historien, un ouvrage sur le hasard et sa place dans la recherche historique et le déroulement de certains événements, reflet des préoccupations de méthode de Jean Stengers.
En 1946, il épouse Adrienne Limet historienne. Isabelle Stengers, historienne des sciences et épistémologue, Jean-Maxime Stengers banquier et Marie-Laure Stengers, politicienne libérale, sont leurs enfants
Il est un critique des ouvrages d'Adam Hochschild.

## Œuvre
(liste non exhaustive)

### Ouvrages en tant qu'auteur ou coauteur
Par année de parution :
- Les Juifs dans les Pays-Bas au Moyen Age. Bruxelles, Palais des Académies, 1950.
- Belgique et Congo - L'élaboration de la Charte coloniale; Bruxelles, La Renaissance du Livre, 1963.
- Léopold III et le Gouvernement : Les deux politiques belges de 1940, publié en 1980.
- Congo, Mythes et réalités; Paris-Louvain-la-Neuve, Duculot, 1989 (réédité et augmenté en 2005 aux éditions Racine).
- L'action du Roi en Belgique depuis 1831. Pouvoir et influence, Bruxelles, Éditions Duculot, 1994 (réimpr. 2008, Éditions Racine), 432 p. (ISBN 978-2873865672).
- Vertige de l'historien. Les histoires au risque du hasard, Bruxelles, 1998.
- Histoire du sentiment national en Belgique des origines à 1918; 
  - tome 1: Les racines de la Belgique - Jusqu'à la révolution de 1830; Bruxelles, Racine, 2000.
  - Le tome 2, sous-titré Le grand siècle de la nationalité belge, a été écrit avec Éliane Gubin et est sorti en 2002.
- Histoire d'une grande peur - La masturbation; éd. Synthelabo ; aussi chez Pocket (Agora 217), 2000.
- Une guerre pour l’honneur. La Belgique en 14-18; Bruxelles, Racine, 2014 (Posthume).

### Articles
- « Essai d'une méthode d'évaluation des sommes d'argent exprimées en monnaies anciennes », dans Revue belge de philologie et d'histoire, t. 20, no 3-4, 1941, p. 575-588.
- La Revue belge de philologie et d'histoire a consacré un de ses numéros de 2004 à la réédition d'articles de Jean Stengers. Lire en ligne sur Persée